# Джун Крофт
Джун Крофт  (англ. June Croft, 17 червня 1963) — британська плавчиня, олімпійська медалістка.

## Виступи на Олімпіадах
| Олімпіада         | Дисципліна                            | Місце     |
| ----------------- | ------------------------------------- | --------- |
| Москва 1980       | плавання на 100 метрів вільним стилем | 2 h3 r1/2 |
| Москва 1980       | плавання на 200 метрів вільним стилем | 6         |
| Москва 1980       | естафета 4 × 100 вільним стилем       | 4         |
| Москва 1980       | комплексна естафета 4 × 100           | 2         |
| Лос-Анджелес 1984 | плавання на 100 метрів вільним стилем | 6         |
| Лос-Анджелес 1984 | плавання на 200 метрів вільним стилем | 6         |
| Лос-Анджелес 1984 | плавання на 400 метрів вільним стилем | 3         |
| Лос-Анджелес 1984 | естафета 4 × 100 вільним стилем       | 6         |
| Лос-Анджелес 1984 | комплексна естафета 4 × 100           | 4         |
| Сеул 1988         | плавання на 100 метрів вільним стилем | 28        |
| Сеул 1988         | плавання на 200 метрів вільним стилем | 21        |
| Сеул 1988         | плавання на 400 метрів вільним стилем | 27        |
| Сеул 1988         | естафета 4 × 100 вільним стилем       | 10        |